# Selenops mexicanus
Selenops mexicanus là một loài nhện trong họ Selenopidae.
Het dier komt van México tot in het noorden van Zuid-Amerika và op de Galapagos Eilanden.
Loài này thuộc chi Selenops. Selenops mexicanus được Eugen von Keyserling miêu tả năm 1880.